# نارنجک دودزا

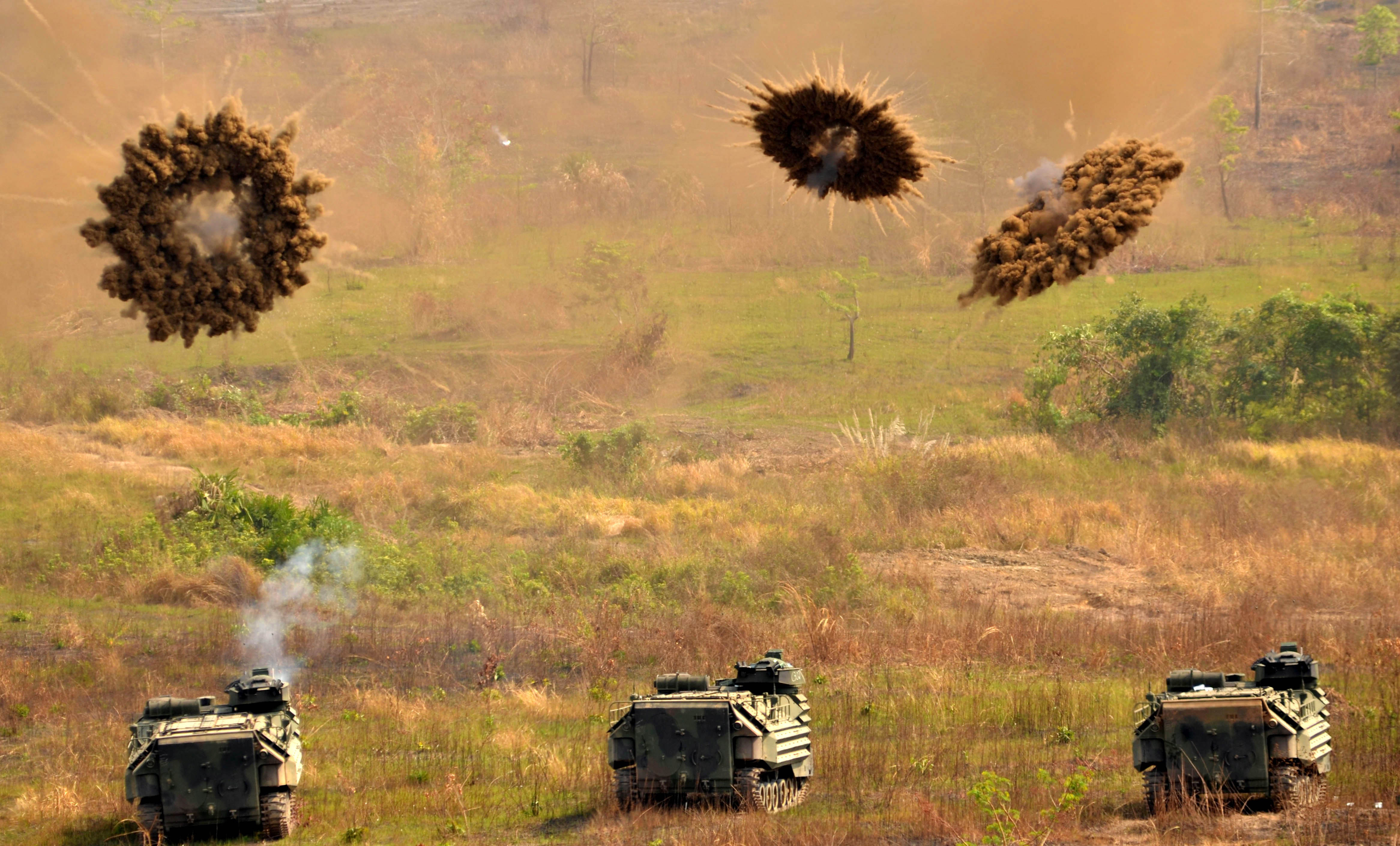
شلیک نارنجک‌های دودزا توسط خودروهای هجومی آبی-خاکی تفنگداران دریایی آمریکا

نارنجک دودزا نوعی نارنجک است که نیروهای نظامی به عنوان یک ابزار علامت‌دهی زمین‌به‌زمین یا زمین‌به‌هوا، یا وسیلهٔ نشانه‌گذاری هدف یا محل فرود برای نیروهای خودی، یا برای ایجاد پردهٔ دود به منظور اختفای محل حرکت، از آن استفاده می‌کنند. 
این نارنجک‌ها کاربردهای متنوعی برای نیروهای نظامی دارند؛ مثلاً نیروهای پیاده‌نظام می‌توانند با شلیک این گونه نارنجک‌ها خود را به طور موقت از دید دشمن پناه کرده تا فرصت استتار یا سنگر گرفتن را پیدا کنند. تقریباً تمام تانک‌های مدرن نیز به چندین نارنجک‌انداز دودزا مسلح هستند تا به عنوان یک ترفند دفاعی در مقابل تانک‌ها و موشک‌های ضدتانک دشمن از آن استفاده کنند. ضمن اینکه پادکار موثری علیه سلاح‌های هدایت لیزری و موشک‌های هدایت چشمی هم محسوب می‌شوند. نارنجک‌های دودزا به طور طبیعی غیرمرگبار هستند اما استفادهٔ نادرست از آن‌ها ممکن است باعث مرگ هم بشود.
نارنجک‌های دودزا از یک استوانه فولادی تشکیل می‌شوند که سوراخ‌هایی برای خروج دود بر روی آن‌ها تعبیه شده‌است و داخل آن‌ها نیز معمولاً با ۲۵۰ تا ۳۵۰ گرم ترکیبات دودزای رنگی ـ معمولاً کلرات پتاسیم، لاکتوز و یک رنگ ـ پر شده‌است. دود نارنجک ممکن است به رنگ‌های قرمز، سبز، نارنجی، آبی، زرد، سفید، سیاه، بنفش یا خاکستری باشد.
انواع منفجرشونده‌ای از نارنجک‌های دودزا نیز وجود دارند که با فسفر سفید پر می‌شوند. در این نارنجک‌ها انفجار باعث آتش گرفتن فسفر سفید و پراکنده شدن آن می‌شود. فسفر سفید با شعلهٔ زرد درخشانی می‌سوز و دود سفید قابل توجهی نیز از خود به جای می‌گذارد. این نوع نارنجک‌ها در واقع نارنجک آتش‌زا هم محسوب می‌شوند و مدل‌هایی از آن‌ها با نارنجک‌اندازهای دستی پیاده‌نظام و همینطور نارنجک‌اندازهای تعبیه شده بر روی خودروهای زرهپوش جنگی شلیک می‌شوند. با توجه به اثرات سمی فسفر سفید و پراکنده شدن آن در هوا بایستی در هنگام استفاده از این نوع نارنجک‌ها جهت وزش باد را در نظر گرفت.